# Maikammer (Verbandsgemeinde)
Pour la ville, voir Maikammer.
Maikammer est une Verbandsgemeinde (collectivité territoriale) de l'arrondissement de la Route-du-Vin-du-Sud dans la Rhénanie-Palatinat en Allemagne. Le siège de cette Verbandsgemeinde est dans la ville de Maikammer.
La Verbandsgemeinde de Maikammer consiste en cette liste d'Ortsgemeinden (municipalités locales) :

Localisation de la Verbandsgemeinde de Maikammer dans l'arrondissement de la Route-du-Vin-du-Sud

1. Kirrweiler (Pfalz)
2. Maikammer
3. Sankt Martin